# 11195 Woomera
11195 Woomera eller 1999 AY22 är en asteroid i huvudbältet som upptäcktes den 15 januari 1999 av den australiensiske astronomen Frank B. Zoltowski i Woomera. Den är uppkallad efter staden Woomera.
Asteroiden har en diameter på ungefär 8 kilometer.